# Tricalysia
Tricalysia es un género con 187 especies de plantas perteneciente a la familia Rubiaceae.

## Especies seleccionadas
- Tricalysia abnormis
- Tricalysia aciculiflora
- Tricalysia acidophylla
- Tricalysia acocantheroides
- Tricalysia africana
- Tricalysia allenii
- Tricalysia allocalyx

## Sinonimia
- Bunburya Meisn. ex Hochst. (1844).
- Natalanthe Sond. (1850).
- Rosea Klotzsch (1853).
- Empogona Hook.f. (1871).
- Diplocrater Hook.f. in G.Bentham & J.D.Hooker (1873).
- Eriostoma Boivin ex Baill. (1879).
- Probletostemon K.Schum. (1897).
- Discocoffea A.Chev. (1931).
- Neorosea N.Hallé (1970).[2]